# Kina
Kina (cod ISO 4217: PGK) este moneda oficială a statului Papua Noua Guinee, de la 19 aprilie 1975, înlocuind Dolarul australian (cod ISO 4217: AUD), la paritate de 1 PGK = 1 AUD. Este subdivizată în 100 de toea. Denumirea monedei provine de la cea a unei cochilii de stridie perlieră, care servea de monedă tradițională, pe înălțimile insulei.
Bank of Papua New Guinea (BPNG) a fost fondată în decembrie 1973, cu sediul în Port Moresby.

## Monede metalice
În 1975, au fost introduse în circulație monede de 1, 2, 5, 10 și de 20 toea și de 1 kina. Monedele cu valori de 1 și 2 toea erau din bronz, iar toate celelalte din cupro-nichel. Moneda de 1 kina este rotundă și cu gaură în centru; aceastei monede i-au fost reduse dimensiunile, în 2006, iar monedele de 1 și 2 toea nu au mai avut curs legal, de la 19 aprilie 2007..
În 1980, a fost introdusă moneda cu valoare nominală de 50 toea, prin trei emisiuni comemorative, și fără un desen standard.

### Monede având curs legal
| Denumirea | Circulă de la | Metal             | Metal             | Formă       | Diametru | Tăietură | Avers            | Revers      |
| Denumirea | Circulă de la | Inel              | Centru            | Formă       | Diametru | Tăietură | Avers            | Revers      |
| --------- | ------------- | ----------------- | ----------------- | ----------- | -------- | -------- | ---------------- | ----------- |
| 5 Toea    | 1975          | Cupro-nichel      | Cupro-nichel      | Rotundă     | 19,5 mm  | Zimțată  | Broască țestoasă | Stema țării |
| 10 Toea   | 1975          | Cupro-nichel-zinc | Cupro-nichel-zinc | Rotundă     | 23,7 mm  | Zimțată  | Cuscus           | Stema țării |
| 20 Toea   | 1975          | Cupro-nichel      | Cupro-nichel      | Rotundă     | 28,6 mm  | Zimțată  | Cazuar           | Stema țării |
| 50 Toea   | 1980          | Cupro-nichel      | Cupro-nichel      | Heptagonală | 30 mm    | Zimțată  | Comemorativă     | Stema țării |
| 1 Kina    | 1975          | Bronz de aluminiu | Bronz de aluminiu | Rotundă     | 27,5 mm  | Zimțată  | Crocodil         | Stema țării |

## Bancnote
La 19 aprilie 1975, au fost puse în circulație bancnote de 2, 5 și 10 kina, pentru a înlocui Dolarul australian, la paritate de 1:1, având aceeași schemă coloristică întâlnită și la bancnotele pe care le înlocuiau (Dolarul australian). Cele două monede au circulat paralel, până la 1 ianuarie 1976. Bancnota de 20 de kina a fost introdusă în circulație în 1977, bancnota de 50 de kina a fost introdusă în anul 1990, iar bancnota de 100 de kina, în 2005. Toate bancnotele păstrează coloristica dolarilor australieni. Începând din 1991, toate bancnotele emise au fost produse din polimer, înlocuind treptat bancnotele din hârtie.

## Galerie de imagini

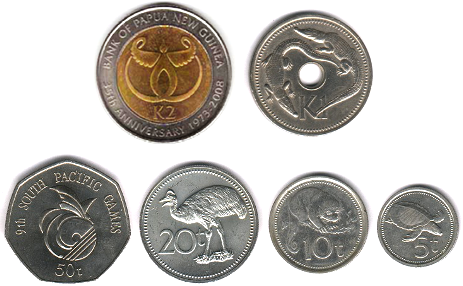
Sus, de la stânga la dreapta: 2 kina, 1 kina; jos, de la stânga la dreapta: 50, 20, 10, 5 toea
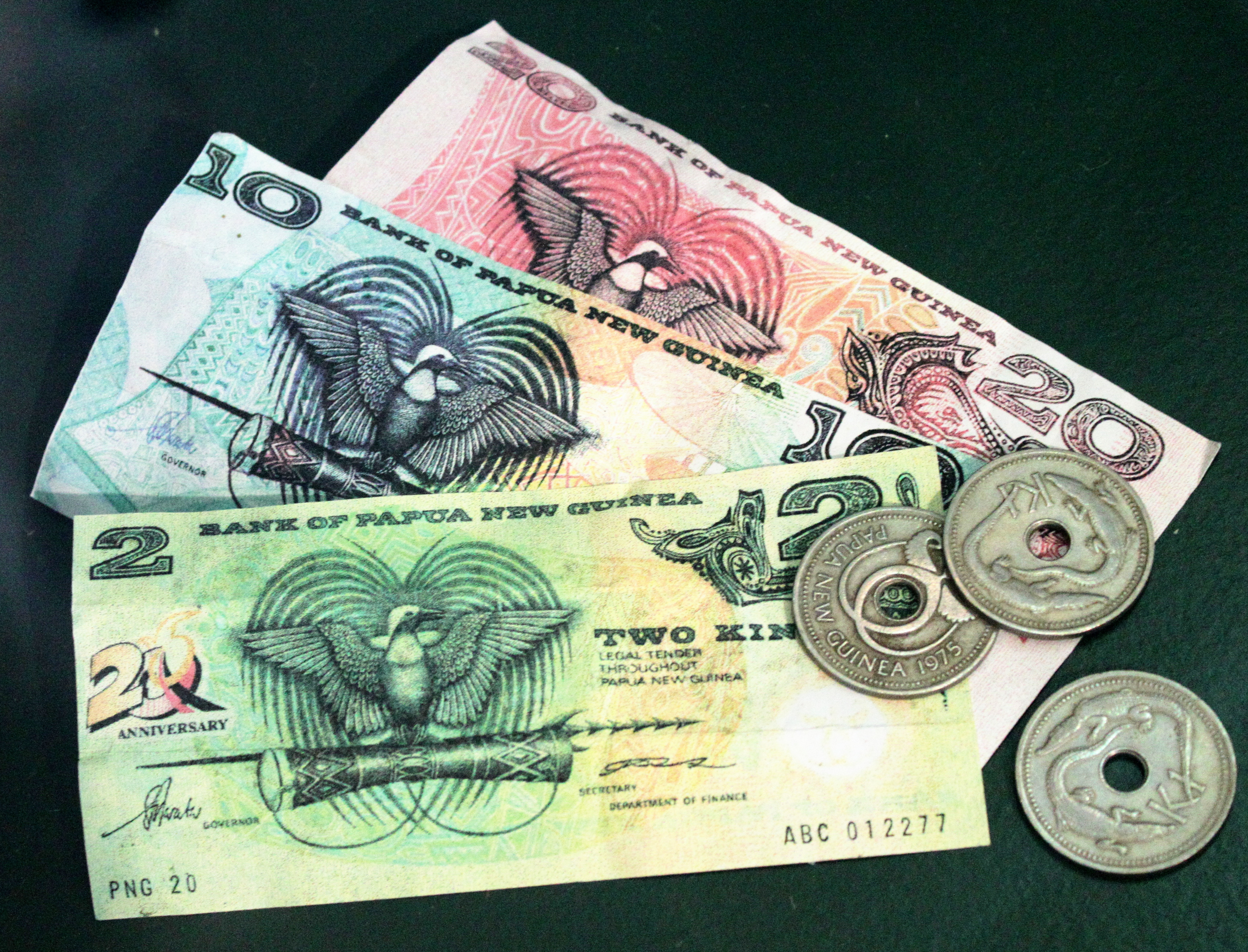
Bancnote de 2, 10, 20 kina şi monede metalice de 1 kina

## Curs de schimb
- La 2 septembrie 2012
  - 1 EUR = 2,674 PGK
  - 1 PGK = 0,37398 EUR
  - 1 CHF = 2,2108 PGK
  - 1 PGK = 0,45233 CHF.